# Championnat de France de hockey sur glace 1956-1957
Saison précédente Saison suivante
La saison 1956-1957 est la 36e saison du championnat de France de hockey sur glace qui porte le nom de 1re série.

## Bilan
Le Athletic Club de Boulogne-Billancourt est champion de France pour la première fois devant Lyon et Chamonix.